# Born Ignác
Born Ignác (németül Ignaz Edler von Born; Gyulafehérvár, 1742. december 26. – Bécs, 1791. július 24.) erdélyi szász geológus, felvilágosult tudós, udvari tanácsos, a világ első nemzetközi tudományos társaságának az alapítója.

## Élete
Az akkor még magyarországi Gyulafehérváron született (tévesnek bizonyult Kapnikbánya)  egy erdélyi szász családban, Ludwig von Born erdélyi nemes, tüzértiszt és bányatulajdonos fiaként. Iskolai tanulmányait Nagyszebenben végezte. 1755-től Bécsben tanult tovább és 1759-ben a jezsuiták közé lépett. Alig tizenhat hónap múlva, 1760-ban elhagyta a rendet és Prágába ment, ahol elvégezte a jogi tanulmányokat. Ezután Németországban, Hollandiában, Franciaországban és Spanyolországban utazott természettudományi és bányászati ismeretei növelésére. Prágába visszatérve természettudományokkal és bányászati tudománnyal foglalkozott. Ehhez Johann Peithnertől kapott szakmai segítséget, akinek meghatározó szerepe volt a közép-európai bányászati-kohászati felsőfokú oktatás megindításában.
1769-ben kinevezték Selmecbányára bányatanácsosnak. A fiatal tudós itt ismeretségbe került az ekkoriban alapított Selmecbányai Bányászati Akadémia tanáraival, akikkel szoros együttműködés alakult ki. Ekkorra már széleskörű tudással, komoly könyvtárral és ásványgyűjteménnyel rendelkezett, rendszeres levelezést folytatott kora jeles tudósaival.
1770-ben, mint prágai bányaügyi ülnök, beutazta Magyarországot és Erdélyt. Felkereste a bányákat és ásványlelőhelyeket, ahonnan gazdag anyagot gyűjtött. Útja során Felsőbányán súlyos gázmérgezés érte.
Még abban az évben visszarendelték Prágába, ahol 1772-ig bányatanácsosként állami szolgálatban állt. Szabadideje nagy részét ásványgyűjteménye kiegészítésére és tudományos rendezésére fordította. Miután az ásványok rendszerezése után a növények gyűjtésébe kezdett. Külföldi barátaival magokat, préselt növényeket cserélt, erdélyi gyűjtést tervezett.
1772–76 között Alt Zedlisch-i (ma Staré Sedliště, Csehország) birtokán a tudományokkal és gazdálkodással foglalkozott, kiterjedt nemzetközi kapcsolatai révén különleges botanikus kertet hozott létre. 1774-ben a Leopoldina Német Természettudományos Akadémia tagjává választották.
Fiatalkori balesetének szövődményei egy Bécsben kapott ólommérgezéssel együtt fokozatosan ágyhoz kötött súlyos beteggé tették, és végül korai halálának okozója is ez lett. Feltehetően többszörös ideggyökgyulladásban szenvedett.

## Tudományos sikerei
1774-ben kiadta könyvét a négy évvel korábbi kutatóútjáról, amely a bányák leírása mellett a természettel és a helybeli emberekkel kapcsolatos megfigyeléseit is tartalmazza. Mivel a bányászattal kapcsolatos adatok publikálását egy 1772-es udvari rendelet megtiltotta, Born ezt kijátszva, külföldön adta ki könyvét, olyan formában, mintha 1770-ben Svédországba írt levelei lennének. Művét a következő években angolul, franciául és olaszul is megírta és kiadta. E műve és a megjelentetett gyűjteményi katalógusai komoly nemzetközi elismerést szereztek számára: a stockholmi, sienai, páduai és londoni tudományos akadémia is tagjává választotta. Közben Prágában a kulturális élet központi alakjává vált. Megalakította tudós társaságát, amelyet ma a Cseh Tudományos Akadémia közvetlen előzményének tekintenek.
1776-ban Mária Terézia Bécsbe hívta a császári természettudományi gyűjtemény (Naturalienkabinet) rendezése és leírása céljából. 1779-ben udvari tanácsossá nevezték ki a pénzverői és bányászati kamarában. Ebben a tisztségében később Ruprecht Antal, majd Müller Ferenc követték, így fél évszázadon keresztül Selmecbányához szorosan kötődő szakember állt a Habsburg Birodalom bányászati és kohászati ügyeinek élén. Részben ennek volt köszönhető Magyarország bányászatának, kohászatának és a Selmecbányai Bányászati Akadémiának a felvirágzása.
Munkája eredményeként több könyve jelent meg az élővilágról. A tudós értékeit a királynő is felismerte, és a múzeum rendezése mellett rábízta legidősebb lánya, a természetrajz iránt különös érdeklődést mutató Mária Anna hercegnő tanítását. A hercegnő Born szakmai tanácsait felhasználva komoly természetrajzi gyűjteményre tett szert. A több mint tízezer példány legértékesebb és legnagyobb részét az ásványok tették ki. (A gyűjtemény 1781-ben Budára, az egyetemre került, és ma is értékes részét alkotja az ELTE szakgyűjteményeinek.)
Az 1780-as évek során az arany- és ezüstércek amalgámozásának (lásd. ezüst előállítása) tökéletesítésével foglalkozott. A bécsi udvari patikában folytatott laboratóriumi és a Selmecbánya melletti Szklenófürdőn üzemi kísérleteket. 1786-ban eljárásának megismerésére Szklenóra gyűltek össze korának legjelesebb bányászai, kohászai, ahol a bemutatót követően Born kezdeményezésére megalakították a világ első nemzetközi tudományos társaságát Societät der Bergbaukunde néven.
Az ásványtanban emlékét a bornit nevű ásvány őrzi. Born Ignác volt az első, aki ezt az ásványt az udvari gyűjtemény rendezése során meghatározta.

## Szerepe a szabadkőműves mozgalomban
Természettudományos ténykedése mellett a bécsi szellemi közéletbe is aktívan bekapcsolódott, és tagja lett a szabadkőműves mozgalomnak. 1770-ben avatták be „A három megkoronázott oszlophoz” (eredeti nevén: "Zu den drei gekrönten Säulen") páholyba Prágában. Az Illuminátus rendnek is tagja és egyik vezetője volt Furius Camillus néven. II. József uralkodása idején, 1782 március 9-én lett „Az igaz egység” (eredeti néven: "Zur wahren Eintracht" ) nevű szabadkőműves páholy vezetője. Bécs legtöbb tanult embere, írója, irodalombarátja gyűlt itt egybe. Összejöveteleiken nyilvános, akadémiai szintű előadásokat tartottak irodalomról, filozófiáról, történelemről és különféle természettudományi témákról.
1785 december 11-én II József rendeletileg csökkentette a szabadkőműves páholyok számát, így a "Zur wahren Eintracht" páholy is a tiltás alá került. A megszüntetett páholyok (Zu den drei Adlern, Zum Palmbaum, Zu den drei Feuern und Zur wahren Eintracht) egy közös páholyba tömörültek, 1785 december 28-tól "Zur Wahrheit" (az Igazsághoz) néven, melynek főmesterévé szintén Born Ignácot választották. Azonban ezzel egy gyengülési folyamat indult el és a páholy 1789 áprilisában hivatalosan is feloszlott.
A szintén szabadkőműves Wolfgang Amadeus Mozart is felkereste ezeket az üléseket. A zeneszerző Born Ignác tiszteletére írta Die Mauererfreude című kantátáját, és ő szolgálhatott a A varázsfuvola című Mozart-opera egyik legfontosabb szereplője, Sarastró mintaképéül is.

## Munkái
- Die Staats-Perücke. Eine Erzählung. Bécs, 1772.
- Lithophylacium Bornianum. Prága, 1772–75.
- Schreiben an Herrn Grafen von Kinsky über einen ausgegrabenen Vulkan bei der Stadt Eger in Böhmen, 1773.
- Briefe über mineralogische Gegenstände auf seiner Reise durch den Temeswarer Banat, Siebenbürgen, Ober- und Nieder-Ungarn, an den Herausgeber derselhen Joh. Jac. Ferber geschrieben. Frankfurt és Lipcse, 1774., London. 1777., Párizs. 1780., Velence, 1778.)
- Index rerum naturalium musei caesarei Vindobonensis. Pars I. Vindobonae, 1778. (Latin és német szöveggel.)
- Lettre à m. le chevalier de Born sur la tourmaline du Tirol (1779) (Franz Joseph Müller von Reichensteinnel közösen írt mű.)
- Joannis Physiophili Specimen Monachologiae methodo Linnaeana. Aug. Vind., 1783. (Franciául: München, 1784. 1790. 1798.; németül München. 1784., Frankfurt és Lipcse, 1802.; angolul. London, 1784.)
- Abhandlungen einer Privatgesellschaft in Böhmen, zur Aufnahme der Mathematik, der vaterländischen Geschichte, und der Naturgeschichte. Prága, 1784.
  - 1. kötet
  - 6. kötet
- Über das Anquicken (Amalgamiren) der gold- und silberhaltigen Erze, Rohstoffe, Schwarz-Kupfer- und Hüttenspeise. Bécs, 1786. (Franciául: Bern, 1788. és Bécs, 1788.)
- Methode d'extraire les métaux parfaits des minérais et autres substances métalliques par le mercure. Bécs, 1788.
- Bergbaukunde. Lipcse, 1789–90. (Trebraval együtt.)
- Catalogue methodique et raisonné de la collection des fossiles de Mlle Eleonore Raab. Bécs, 1790. 
  - 1. kötet
  - 2. kötet
- Freimüthige Briefe über den Holzmangel in den österr. Staaten, und die Mittel, ihm abzuhelfen. Bécs, 1791.
- Lettre a M. le professeur Crell, ou observation sur le catalogue méthodique et raisonné de la collection des fossiles de Mlle E. Raab. Brunswick, 1797.
- Second lettre a M. le prof. Crell. Brunswick, 1799.

Szerkesztette a Physikalische Arbeiten der einträchtigen Freunde in Wien. (1783–84) című gyűjteményt, amely sok írást tartalmaz Magyarország természeti viszonyairól.
Természettudományi cikkei megjelentek az általa alapított Abhandlungen einer Privatgesellschaft in Böhmen című gyűjteményben (1775–84.) és a Crell. Chem. Annalen-eiben (1790–91.).

## Szerepe a popkultúrában
A Magyar Rádió Időfutár c. (2012) ifjúsági sorozatának cselekményében jelentős szerepet kapott.